# Борислав Цонев
Борислав Александров Цонев (роден на 29 април 1995 г.) е български футболист, играещ като полузащитник.

## Кариера
Роден е в Благоевград. Неговият близнак Радослав Цонев също е професионален футболист. Борислав Цонев започва да тренира футбол в местния клуб Пирин (Благоевград). През 2009 г. е привлечен в школата на Левски (София), заедно с брат си Радослав.
На 27 май 2011 г. дебютира за Левски в А група на 16-годишна възраст, заменяйки Владимир Гаджев в края на домакинската победа с 3:0 над Монтана в последния кръг на сезон 2010/11. На 29 април 2013 г., когато навършва 18 години, Борислав подписва първи професионален договор с Левски, който е с продължителност от 3 сезона.
През сезон 2013/14 Борислав започва да попада по-често в състава на Левски. На 18 септември 2013 г. бележи първия си гол за клуба при победата с 4:0 над Пирин (Гоце Делчев) от турнира за Купата на България. През лятото на 2014 г. получава тежка контузия – скъсана предна връзка на коляното, от която се възстановява близо 9 месеца. Завръща се в игра в началото на 2015 г., като до края на сезон 2014/15 бележи 3 гола в А група в общо 9 мача.
Борислав започва добре сезон 2015/16. Извоюва си титулярно място в Левски, а на 8 август 2015 г. бележи единствения гол при важната победа с 1:0 над Черно море като гост. В началото на септември обаче, отново къса връзка на коляното в среща на Младежкия национален отбор срещу Люксембург. В края на сезон 2015/16 договорът му с Левски (София) не е подновен.
На 11 октомври 2016 г. подписва договор с Берое (Стара Загора). Първите си два гола за отбора вкарва на 17 март 2017 г. срещу отбора на Монтана при победата с 3:0. От началото на сезон 2017/18 играе все по-голяма роля в отбора и се утвърждава като титуляр. Вкарва хеттрик в градското дерби с Верея (Стара Загора) при победата с 6:0 на 25 ноември 2018 г.